# Alois Brummer
Pour les articles homonymes, voir Brummer.
Alois Brummer (né le 12 mai 1926 à Mainburg, mort le 4 mai 1984 à Munich) est un producteur de cinéma, réalisateur et scénariste allemand.

## Biographie
Fils d'agriculteur, Alois Brummer participe à la Seconde Guerre mondiale. Il fonde une entreprise de transport à Ingolstadt après la fin de la guerre. En 1957, par l'intermédiaire d'un débiteur, il devient propriétaire de deux cinémas, après quoi il se tourne de plus en plus vers le monde du cinéma pendant la période du miracle de sa renaissance. À partir de 1961, il commence à être distributeur. En plus des documentaires et des films policiers, des films érotiques font également partie de son offre.
Il produit ses propres films érotiques à partir de 1968. Il s'affranchit complètement du style pédagogique ou de reportage de l'époque et place davantage la comédie au premier plan. Il imagine lui-même l'intrigue et, à partir de 1970, il prend aussi en charge la mise en scène.
Son premier film Le Comte Porno et ses filles est un succès. Rinaldo Talamonti, qui deviendra l'un des acteurs les plus présents du genre érotique, obtient son premier rôle ici. « Mes films ne sont pas spirituels, mais les films spirituels ne sont pas non plus une entreprise », déclare Brummer en 1969.
En 1969, le cinéaste Hans-Jürgen Syberberg tourne un documentaire sur le travail cinématographique de Brummer, commandé par la ZDF, intitulé Sex-Business – Made in Pasing. Brummer se sent exposé par le film et se retire de toute présence publique ou médiatique. Il renonce au Goldene Leinwand auquel il avait droit pour le premier film de la série Comte Porno.
Au moment du Nouveau cinéma allemand, Brummer se fait peu d'amis dans le milieu, car il privilégie les intérêts financiers. Son intention de réaliser un documentaire sur sa ville natale de Mainburg en 1970 est contrecarrée par les autorités qui lui refusent l'autorisation de filmer, de peur que cela soit un film érotique.
Après l'autorisation de la pornographie en Allemagne en 1975, il distribue de nombreux films pornos américains puis sous forme de vidéos sous son propre label. L'un de ses films les plus connus est le film d'exploitation Snuff dont on prétend qu'il y a une véritable scène de meurtre. Le film scandaleux est confisqué et Brummer est d'abord accusé de sévices corporels puis relaxé. À la fin des années 1970, il distribue des films d'arts martiaux.
Brummer fut au moins deux fois, la deuxième fois de 1970 à 1973. Il meurt le 4 mai 1984 dans sa villa de la Berrschestraße 5 à Pasing, après être tombé d'une échelle.

## Filmographie
- 1967 : Sünde mit Rabatt (de)
- 1967 : Les Fausses Vierges
- 1969 : Le Comte Porno et ses filles (de)
- 1969 : Eros-Center Hamburg (de)
- 1969 : Les Orgies du comte Porno (de)
- 1970 : Dr. Fummel und seine Gespielinnen (de)
- 1970 : La Trompette du comte Porno (de)
- 1971 : Confessions d'une fille vicieuse (de)
- 1971 : Le Petit oiseau est de service
- 1971 : Les Filles sèment l'amour
- 1971 : Pornografie illegal?
- 1972 : Le Feu au dortoir
- 1972 : Sexe et volupté
- 1973 : Le Journal intime d'une polissonne en chaleur (de)
- 1973 : Les Cavaleuses (de)
- 1974 : Hey Marie, ich brauch mehr Schlaf, auf ins blaukarierte Himmelbett (de)
- 1974 : Ça chauffe dans les culottes de cuir (de)
- 1975 : Jagdrevier der scharfen Gemsen
- 1975 : Furie érotique
- 1975 : Hôtel spécial
- 1976 : Zwei geile Hirsche auf der Flucht
- 1977 : Rêves de jeunes filles volages
- 1977 : L'Homme-étalon
- 1977 : Hotel 'Zur scharfen Muschi'
- 1978 : Ballets roses au Tyrol
- 1981 : Aus dem Tagebuch der Josefine Mutzenbacher
- 1981 : Kursaison im Dirndlhöschen
- 1983 : La Tsarine nue
- 1984 : Les Orgies de Raspoutine (de)